# 1969 год в спорте
Список 1969 год в спорте описывает спортивные события, произошедшие в 1969 году.

## СССР
- Чемпионат СССР по боксу 1969;
- Чемпионат СССР по волейболу среди женщин 1969;
- Чемпионат СССР по самбо 1969;
- Чемпионат СССР по классической борьбе 1969;
- Чемпионат СССР по лёгкой атлетике 1969;
- Чемпионат СССР по русским шашкам 1969;
- Чемпионат СССР по хоккею с мячом 1968/1969;
- Создан клуб по хоккею на траве «Динамо» (Екатеринбург);
- Расформирован женский баскетбольный клуб СКА (Ленинград);

### Волейбол
- Чемпионат СССР по волейболу среди женщин 1969;
- Чемпионат СССР по волейболу среди мужчин 1968/1969;
- Чемпионат СССР по волейболу среди мужчин 1969/1970;

### Футбол
- Чемпионат СССР по футболу 1969;
- Кубок СССР по футболу 1969;
- Созданы клубы:
  - «Коммунальник» (Слоним);
  - «Портовик-Энергия»;
  - «Титан» (Армянск);

### Хоккей с шайбой
- Чемпионат СССР по хоккею с шайбой 1968/1969;
- Чемпионат СССР по хоккею с шайбой 1969/1970;
- Созданы клубы:
  - «Енбек»;
  - «Нефтяник» (Альметьевск);

### Шахматы
- Личный чемпионат СССР по шахматной композиции 1969;
- Первенство СССР между командами союзных республик по шахматам 1969;
- Чемпионат СССР по шахматам 1968/1969;
- Чемпионат СССР по шахматам 1969;

## Международные события
- Кубок мира по волейболу среди мужчин 1969;
- Кубок чемпионов ФИБА 1968/1969;
- Кубок чемпионов ФИБА 1969/1970;

### Волейбол
- Кубок мира по волейболу среди мужчин 1969;
- Чемпионат Северной, Центральной Америки и Карибского бассейна по волейболу среди женщин 1969;
- Чемпионат Северной, Центральной Америки и Карибского бассейна по волейболу среди мужчин 1969;
- Чемпионат Южной Америки по волейболу среди женщин 1969;
- Чемпионат Южной Америки по волейболу среди мужчин 1969;

### Чемпионаты Европы
- Чемпионат Европы по боксу 1969;
- Чемпионат Европы по фигурному катанию 1969;

### Чемпионаты мира
- Чемпионат мира по биатлону 1969;
- Чемпионат мира по конькобежному спорту в классическом многоборье 1969;
- Чемпионат мира по фигурному катанию 1969;
- Чемпионат мира по хоккею с мячом 1969;

### Футбол
- Матчи сборной СССР по футболу 1969;
- Кубок европейских чемпионов 1968/1969;
- Кубок европейских чемпионов 1969/1970;
- Кубок Либертадорес 1969;
- Кубок обладателей кубков УЕФА 1969/1970;
- Кубок обладателей кубков УЕФА 1968/1969;
- Кубок обладателей кубков УЕФА 1969/1970;
- Кубок ярмарок 1968/1969;
- Кубок ярмарок 1969/1970;
- Финал Кубка европейских чемпионов 1969;
- Финал Кубка обладателей кубков УЕФА 1969;

### Хоккей с шайбой
- Приз Известий 1969;
- Чемпионат мира по хоккею с шайбой 1969;

### Шахматы
- Вейк-ан-Зее 1969;
- Женская шахматная олимпиада 1969;
- Командный чемпионат СССР по шахматной композиции 1968/1969;
- Матч за звание чемпиона мира по шахматам 1969;
- Матч за звание чемпионки мира по шахматам 1969;

## Персоналии

### Родились
- 13 августа — Вараев, Шарип Магомедович, российский дзюдоист.

### Скончались
- 18 декабря — Чарльз Дворак, американский легкоатлет, чемпион летних Олимпийских игр 1904 в прыжках с шестом (род. 1878).